# Ucrania en los Juegos Olímpicos de Sochi 2014
Ucrania estuvo representada en los Juegos Olímpicos de Sochi 2014 por un total de 45 deportistas que compitieron en 9 deportes. Responsable del equipo olímpico fue el Comité Olímpico Nacional de Ucrania, así como las federaciones deportivas nacionales de cada deporte con participación.
La portadora de la bandera en la ceremonia de apertura fue la esquiadora de fondo Valentyna Shevchenko.

## Medallistas
El equipo olímpico ucraniano obtuvo las siguientes medallas:
| Nombre                                                            | Deporte | Competición |
| ----------------------------------------------------------------- | ------- | ----------- |
| Oro                                                               |         |             |
| Vita Semerenko Yuliya Dzhyma Valentyna Semerenko Olena Pidhrushna | Biatlón | 4 × 6 km F  |
| Plata                                                             |         |             |
| —                                                                 |         |             |
| Bronce                                                            |         |             |
| Vita Semerenko                                                    | Biatlón | 7,5 km F    |